# Herstappe
Herstappe (Limburgisch: Herstap) ist eine belgische Gemeinde in der Region Flandern direkt an der Grenze zu Wallonien. Sie ist mit 76 Einwohnern (Stand 1. Januar 2024) die kleinste selbständige Gemeinde in Belgien. Eine Eingemeindung nach Tongern im Rahmen der Gebietsreform 1977 war politisch nicht durchsetzbar, weil Herstappe eine Fazilitäten-Gemeinde ist.
Tongern liegt sechs Kilometer nordöstlich, Lüttich 14 Kilometer südöstlich und Brüssel etwa 75 Kilometer westlich.
Die nächsten Autobahnabfahrten befinden sich im Süden bei Crisnée an der A3/E 40 und im Osten bei Tongeren an der A13/E 313.
In Tongern, Waremme und Sint-Truiden befinden sich die nächsten Regionalbahnhöfe und in Lüttich halten auch überregionale Schnellzüge.
Der Flughafen von Lüttich und Maastricht Aachen Airport sind die nächsten Regionalflughäfen und der Flughafen Brüssel National nahe der Hauptstadt Brüssel ist ein internationaler Flughafen.

## Weblinks

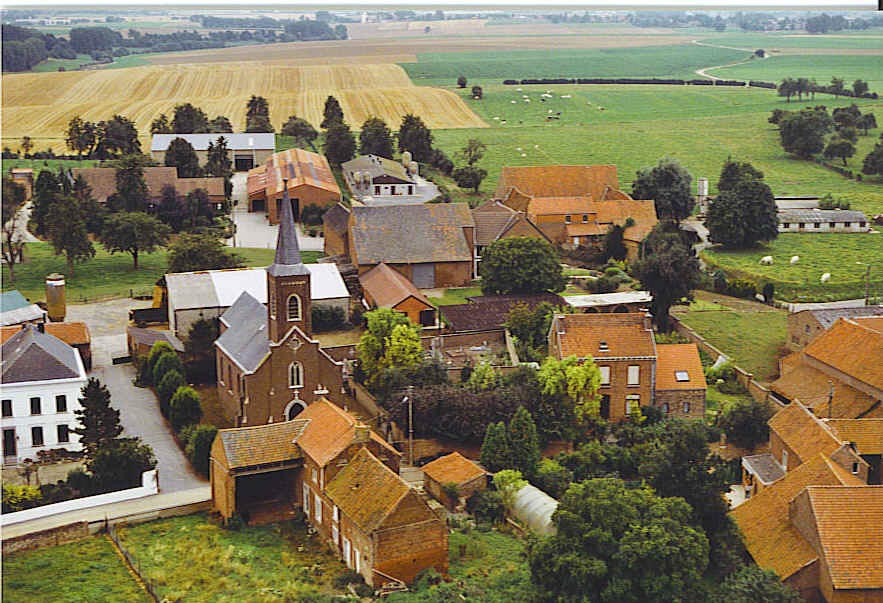
Blick auf Herstappe